# زلزال لودينغ 2022
زلزال لودينغ هو زلزال بقوة 6.6 أو 6.8 درجة ضرب منطقة لودينغ في مقاطعة سيتشوان بالصين. كان مركز الزلزال السطحي على مسافة 226 كـم (140 ميل) من عاصمة المقاطعة تشنغدو. وقُتل 88 شخصا وجرح 154 وفُقد 30. ويُعد الزلزال الأكبر الذي يضرب المحافظة منذ عام 2017.

## الإعداد التكتوني
تقع سيتشوان في منطقة معقدة من الصدوع التي نتجت عن الاصطدام المستمر للصفيحة الهندية مع الصفيحة الأوراسية. ومع استمرار قشر الهيمالايا، تتشوه قشرة الصفيحة الأوراسية وتشكل هضبة التبت. وبدلاً من الاندفاع إلى الجنوب، تتكيف هضبة التبت مع التشوه من خلال انزلاقات تكتونية. يوجد عدد كبير من الصدوع على طول الهضبة، مثل صدع Altyn Tagh وصدع Kunlun وصدع Haiyuan وصدع Xianshuihe. تضغط حركة الانزلاق الجانبية على الكتل القشرية لهضبة التبت إلى الخارج، مما يجبرها على التحرك شرقًا. في هذه الأثناء، تؤدي حركة الانزلاق أيضًا إلى تمديد الهضبة من الشرق إلى الغرب، مما يتسبب في حدوث صدوع عادية داخل القشرة السميكة.
على المستوى القاري، تحدث الزلازل في وسط وشرق آسيا على نطاق واسع نتيجة التقارب الشمالي للصفيحة الهندية مقابل الصفيحة الأوراسية. يجري استيعاب تقارب الصفيحتين من خلال ارتفاع المرتفعات الآسيوية وحركة المواد القشرية إلى الشرق بعيدًا عن هضبة التبت المرتفعة. في العشرين عامًا الماضية، وقع 25 زلزالًا آخر بشدة أكبر من M5.0 على بعد 200 كم من مكان حدوث زلزال 5 سبتمبر 2022. يرتبط معظم هذه النشاط الزلزالي بالتوابع للزلازل المدمرة السابقة في الفاصل الغربي لحوض سيتشوان. وقع هذا الزلزال جنوب غرب المنطقة التي وقعت بها مجموعة من الزلازل بعد زلزال 20 أبريل 2013 الذي بلغت شدته M6.6 والذي أسفر عن 196 حالة وفاة، وكذلك بالقرب من موقع زلزال في 12 مايو 2008 الذي بلغت شدته M7.9 وأسفر عن مقتل أكثر من 87000 شخص، مما يجعله أحد أكثر الزلازل تدميراً في التاريخ الحديث.

## الهزة الأرضية

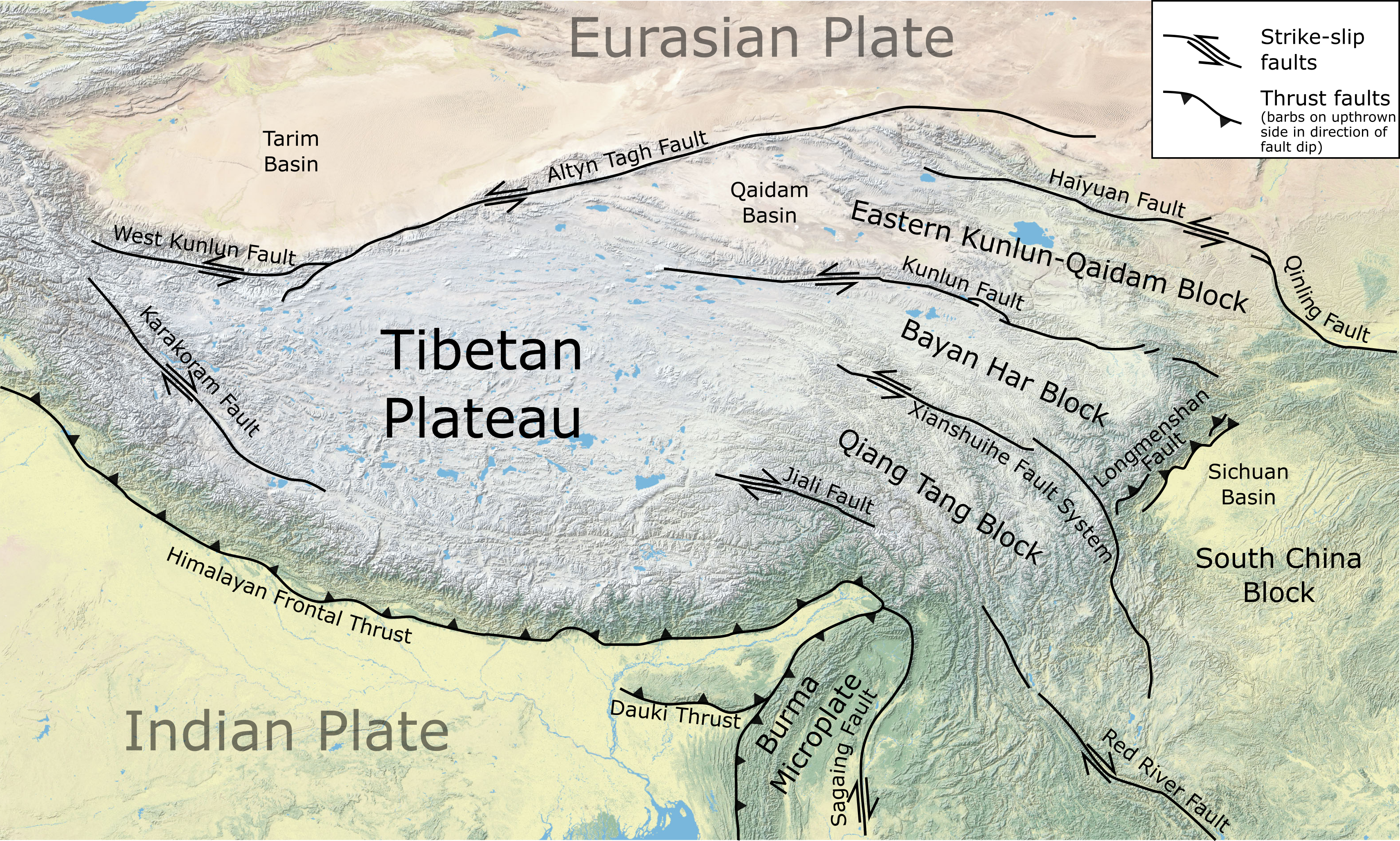
النظرة التكتونية لهضبة التبت وسيشوان.

بلغت قوة الزلزال 6.8 درجة على مقياس شدة الموجة السطحية وكان مركزه على عمق 16 كـم (9.9 ميل). وقد بلغت شدته على مقياس درجة العزم 6.6. وفقًا لهيئة المساحة الجيولوجية بالولايات المتحدة، كان الزلزال ناتجًا عن صدوع ضحلة الانزلاق على الفاصل الغربي لحوض سيتشوان.
قال خبراء من إدارة زلازل سيتشوان إن الزلزال وقع بالقرب من صدع موكسي، وهو جزء من منطقة صدع شيانشويخه جنوب شرق البلاد. وأضافوا أنه من غير المحتمل أن يحدث زلزال أكبر بالقرب من مركز الزلزال السطحي، لكن الهزات الارتدادية ستستمر.
من خلال تحليل أولي لبيانات الموجات الزلزالية وتقنيات الانعكاس الزلزالي، جرى تحديد حدوث التمزق في القشرة الأرضية على مدى 20 كـم (12 ميل) × 25 كـم (16 ميل) على طول الصدع. أُطلق معظم العزم الزلزالي في الثواني العشر الأولى من بدء التمزق، والذي انتشر بعد ذلك إلى الجنوب الغربي. سُجل أكثر من 114 هزة ارتدادية على أعماق 5–15 كـم (3.1–9.3 ميل) وموزعة على طول اتجاه الشمال والشمال الغربي. بلغت شدة أقوى تابع جرى قياسه 4.8 mb 

## التأثير

خريطة حركات أرضية قوية بواسطة USGS تُظهر المستويات المتفاوتة من الشدة التي شعرت بها عبر المنطقة بالنسبة إلى مركز الزلزال السطحي.

ضرب الزلزال مقاطعة سيتشوان بينما كانت إجراءات إغلاق COVID-19 سارية المفعول. يأتي ذلك في أعقاب موجة الجفاف والحرارة التي أثرت على إمدادات المياه والطاقة بسبب اعتماد المقاطعة على الطاقة الكهرومائية. وكان قد ضرب المنطقة زلزالان في يونيو ما أدى إلى مقتل أربعة أشخاص على الأقل.
ونتيجة لهذا الزلزال فقد قُتل ما لا يقل عن 65 شخصًا وأصيب 250 شخصًا بينهم 64 في حالة حرجة. أصيب بعض الناس في مقاطعة لودينغ بإصابات طفيفة بسبب سقوط الصخور. وظلَّ 16 شخصاً آخرين في عداد المفقودين. أفاد مسؤولون في ولاية غارزي التبتية ذاتية الحكم عن وقوع 29 حالة وفاة في مقاطعة لودينغ. وكان ما لا يقل عن أربعة من سكان مقاطعة لودينغ وثلاثة موظفين في حديقة هايلووغو الجيولوجية الوطنية من بين القتلى. وتوفي طالب دراسات عليا في محطة مراقبة النظام البيئي في جبال الألب والتجربة في جبل جونجا، وأصيب ثلاثة آخرون، ونجا 14 آخرون، وفقًا للأكاديمية الصينية للعلوم.
في يان، كان هناك 17 حالة وفاة. وقتل 28 شخصًا آخر في مقاطعة شيميان وأصيب 78 ؛ كما أُبلغ عن ستة قتلى و11 إصابة في كاوكي؛ و15 قتيلا و27 جرحى في وانغانغبينغ؛ وسبعة قتلى وسبعة جرحى في شينمين. وفي شينميان أصيب 33.
وقد سُحق عدد من السكان تحت المنازل المنهارة ووردت أنباء عن وقوع العديد من الانهيارات الأرضية. تضررت العديد من البلدات والقرى بدرجات متفاوتة. وتشير التقارير الأولية إلى تعطل خدمات الاتصالات في بلدتي موكسي ويانزيغو. ألحقت الانهيارات الأرضية في ديتو أضرارًا بالغة بالعديد من المنازل. وتضررت الطرق في Lengmoan.
أنتج الزلزال اهتزازًا ذي شدة زلزالية قصوى بلغت IX فوق المنطقة الجبلية الشمالية الغربية للمقاطعة. وشعر قرابة 580.000 شخص في مساحة أكثر من 13,011 كـم2 (5,024 ميل2) بالهزة مقدار CSIS VI. شعر السكان بالزلزال على بعد مئات الكيلومترات في تشانغشا بمقاطعة هونان وشيان بمقاطعة شنشي. وبحسب ما ورد كانت الاهتزاز في لودينج شديدة لدرجة أن الناس واجهوا صعوبات في محاولة البقاء واقفين.
في مقاطعة لودينغ، حدث انهيار أرضي أدى إلى طمر قسم من الطريق السريع 211 لمقاطعة سيتشوان، بينما تعرقل السير على الطرق بسبب الانهيارات الصخرية. قام المسؤولون بإخلاء هذه الطرق على الفور. على الرغم من عدم وجود أضرار للسدود ومنشآت الطاقة الكهرومائية، فقد أثرت خطوط الكهرباء المتضررة على قرابة 43158 عميلًا. كما تضرر حوالي 55 كـم (34 ميل) من الكابلات الضوئية و289 محطة اتصالات، مما أدى إلى قطع أنظمة الاتصالات عن 35000 منزل. حوصر أكثر من 200 شخص في حديقة Hailuogou الجيولوجية الوطنية

## الاستجابة

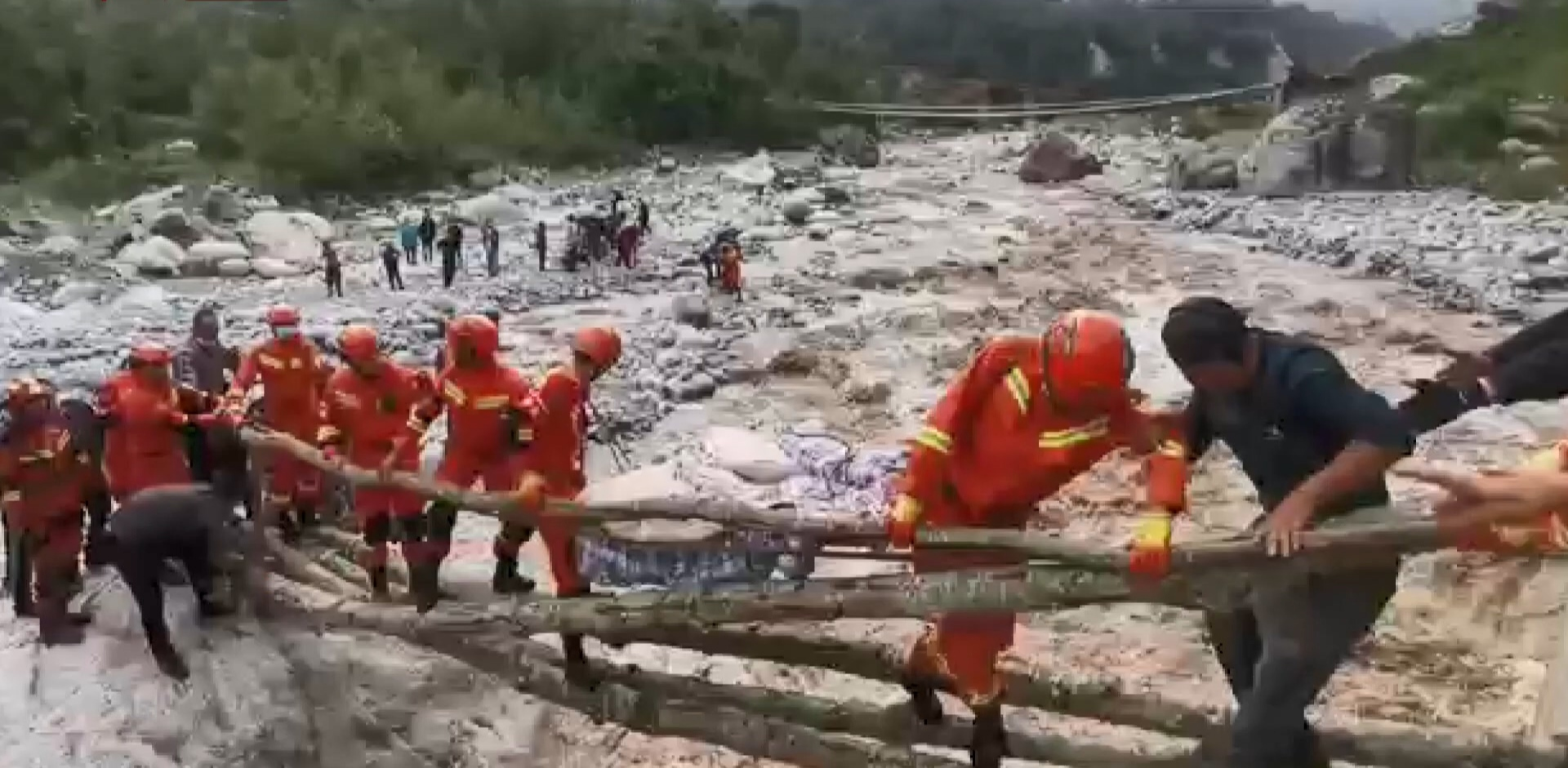
عمال الطوارئ ينقذون القرويين المصابين في موكسي بمحافظة لودينغ.

أُطلق الإنذار المبكر من الزلزال بعد أربع ثوان من بدء الهزة الرئيسية. وصدر التحذير لسكان كانغدينغ، على مسافة 53 كـم (33 ميل)، قبل حدوث الهزة بسبع ثوانٍ. كذلك فقد صدر تحذير لسكان ياان وChengdu قبل الهزة بمدة 20 ثانية و50 ثانية على التوالي. بُثت هذه التحذيرات عبر مكبرات الصوت والهواتف المحمولة وأجهزة التلفزيون. طلب شي جين بينغ، الأمين العام للحزب الشيوعي الصيني، من المسؤولين المحليين «جعل إنقاذ الأرواح الأولوية الأولى، وبذل قصارى جهدهم لإنقاذ الناس في المناطق المنكوبة بالكوارث وتقليل الخسائر في الأرواح». وحث لي كه تشيانغ، رئيس مجلس الدولة، على «التقييم السريع للوضع، فضلا عن جهود الإنقاذ والعلاج الطبي الشاملة».
أُرسل مسئولو إدارة الطوارئ من مقاطعة لودينج إلى المحافظة للتحقق من الخسائر وتقييم الأضرار. ومنع المسؤولون دخول المركبات إلى طريق الصين الوطني السريع 318 لضمان فتح طرق الإنقاذ. تأخرت خدمات السكك الحديدية C6633 وD1919 وG8792، التي تديرها China Railway Chengdu Group، بسبب عمليات فحص الأضرار، وجرى رد أموال المسافرين المتأثرين.
أصدرت وزارة إدارة الطوارئ واللجنة الوطنية للحد من الكوارث استجابة طارئة من المستوى الرابع للمنطقة. وأُرسل أكثر من 6500 من أفراد الإنقاذ لحالات الطوارئ من جانزي وتشنغدو وديانغ وليشان ويان وميشان وتسييانغ إلى مركز الزلزال. بالإضافة إلى ذلك، نُشرت أربع مروحيات إنقاذ وطائرتين بدون طيار و31 من معدات الإنقاذ. ووُضع أكثر من 3600 شخص ومعهم 70 كلبًا للبحث والإنقاذ من تشونغتشينغ وقانسو وقويتشو ويوننان وتشينغهاي والمناطق المجاورة على أهبة الاستعداد للجهود الإقليمية المحتملة. خصص مكتب احتياطي الولاية ووزارة إدارة الطوارئ 3000 خيمة و10000 لحاف و10000 سرير وإمدادات إغاثة أخرى لنقل سكان مقاطعة لودينغ. جرى إجلاء أكثر من 50.000 من سكان جانزي وياان. قامت شركة بتروتشاينا PetroChina بتشغيل ثلاث محطات وقود في منشآتها في Kangding وGanzi لضمان إمداداتها للإغاثة من الكوارث. كما جرى استخدام الشاحنات لنقل النفط إلى المنطقة.
في موكسي، قام أفراد من فرقة إطفاء غابات سيتشوان بإنقاذ السكان المحاصرين من تحت الأنقاض ونقل الجرحى عبر النهر. قال مركز الصين للبحوث والحفظ للباندا العملاقة إن جميع مرافق الباندا الأربعة في جميع أنحاء المقاطعة لم تتأثر. تلقى ما لا يقل عن 50 مصابًا العلاج من قبل الفرق الطبية. أنقذ أفراد الطوارئ أكثر من 30 شخصًا كانوا محاصرين تحت الأنقاض. واضطر رجال الإنقاذ إلى حفر الأنقاض يدويًا لأن معدات الإنقاذ لم تكن قادرة على المرور عبر الممرات الضيقة. خصصت الحكومة الصينية 50 مليون يوان (7.25 مليون دولار أمريكي) لجهود الإغاثة. كما خصص مسئولو سيتشوان 50 مليون يوان لـ Ganzi. بحلول صباح يوم 6 سبتمبر، أعيد التيار الكهربائي إلى 21922 أسرة بالقرب من مركز الزلزال السطحي. ومع ذلك، ظلت العديد من المحطات الفرعية الكهربائية خارج الخدمة.